# Alphonsea johorensis
Alphonsea johorensis är en kirimojaväxtart som beskrevs av James Sinclair.
Alphonsea johorensis ingår i släktet Alphonsea och familjen kirimojaväxter. Inga underarter finns listade i Catalogue of Life.